# Revista Común Presencia
Común Presencia, revista especializada en la difusión y exaltación de la poesía, la narrativa, el ensayo y la plástica. Esta publicación fundada en Bogotá, Colombia, en el año de 1989 y dirigida por los poetas y ensayistas Gonzalo Márquez Cristo y Amparo Osorio llegó al número 20, alcanzando una cobertura internacional en cinco países.
Sobresalen en esta publicación los reportajes que en forma personal han realizado sus directores a más de 35 esenciales creadores y artistas plásticos de nuestro tiempo y el vínculo que han establecido con esas voces fundamentales, entre quienes destacan: Octavio Paz, Cioran, Saramago, Vargas Llosa, Goytisolo, António R. Rosa, Olga Orozco, Jean Baudrillard, Andrée Chedid, García Ponce, Roberto Juarroz, Carlos Fuentes, Ernesto Sabato, Enzenseberger, Roberto Matta, Fernando de Szyszlo, Eugenio Montejo, Oswaldo Guayasamín, Omar Rayo, Negret, Villegas, Loochkartt, Góngora, Del Paso, Antonio Gamoneda, Bernard Noël, Franco Volpi, De Brito... Eximios creadores que se constituyeron en colaboradores de esta revista.
Durante el año 2001, como complemento a esta labor creativa, Común Presencia fundó la colección de literatura Los Conjurados con el objetivo de irradiar las obras de escritores fundamentales de nuestra contemporaneidad; proyecto editorial extensivo a los géneros literarios de la Poesía, Ensayo, Cuento y Testimonio. Tras el fallecimiento de Gonzalo Márquez Cristo en mayo de 2016, los proyectos alternos de Común Presencia, es decir, la Colección Internacional de Literatura Los Conjurados y el periódico virtual Con-fabulación, han continuado bajo la dirección de la poeta Amparo Osorio.
A finales del año 2010 apareció el libro Grandes entrevistas de Común Presencia (enlace roto disponible en Internet Archive; véase el historial, la primera versión y la última). que reúne gran parte de los reportajes realizados con las grandes figuras de la literatura y la filosofía universal, obra que obtuvo el Premio Literaturas del Bicentenario 2010, otorgado por el Ministerio de Cultura de Colombia.  